# Ділянка вікових дубів Василівської лісової дачі

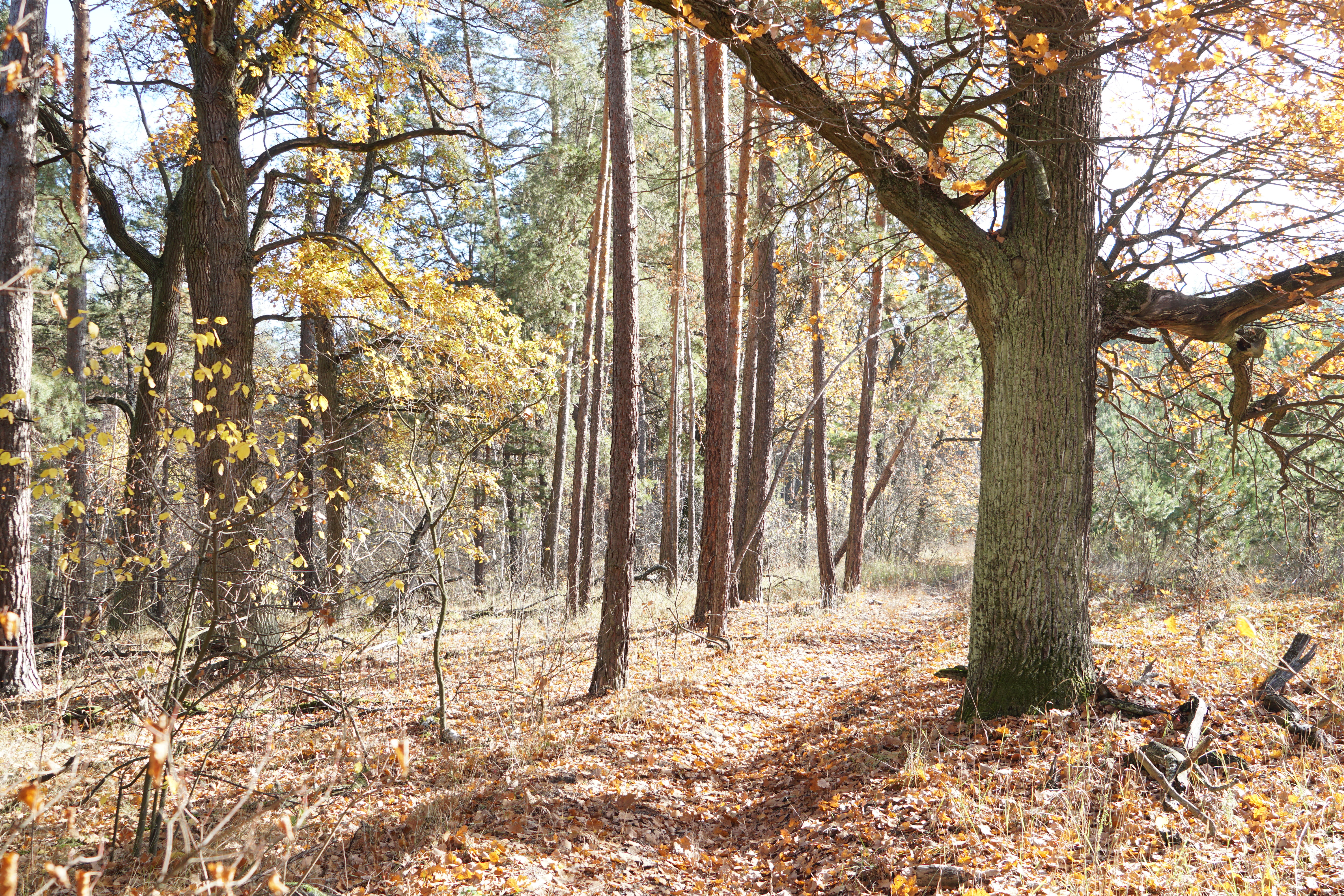
Ділянка вікових дубів Василівської лісової дачі

Ділянка вікових дубів Василівської лісової дачі — ботанічна пам'ятка природи місцевого значення. Пам'ятка природи розташована в Новомосковському районі Дніпропетровської області, Новомосковський військлісгосп кв. 66, діл. 5.
Площа — 3,4 га, створено у 1972 році.